# Spånga-Tensta
Spånga-Tensta ist ein nordwestlicher Stadtbezirk der schwedischen Hauptstadt Stockholm mit etwa 34.500 Einwohnern.

## Ortsteile
Der Stadtbezirk gliedert sich in die Ortsteile Bromsten, Flysta, Solhem, Lundby, Sundby und Tensta.

### Bromsten
Der Ortsteil gehört seit 1949 zum Stockholmer Stadtgebiet. Hier gab es im Mittelalter eine Wallburg.

### Solhem
Die erste umfassende Bebauung begann 1904 mit der Errichtung von einheitlich gestalteten Holzhäusern in typisch schwedischer Rotfärbung. Nach 1907 gab es dann mehr Variabilität bei den neu entstehenden Villen und Reihenhäusern.

### Lundby
Der Ortsteil ist geprägt durch ein Gewerbezentrum.

### Tensta
Die Neubauten von Tensta entstanden während des schwedischen Millionenprogramms. Zwischen 1966 und 1972 baute man Mehrfamilienhäuser mit zusammen 6000 Wohnungen. Vorher befand sich hier ein Dorf, das 1539 erstmals erwähnt wurde. Im westlichen Bereich, der Hjulsta genannt wird, endet eine Linie der Stockholmer U-Bahn.

## Söhne und Töchter des Stadtbezirks
- Tomas Axnér (* 1969), Handballspieler und -trainer
- Dolph Lundgren (* 1957), Schauspieler
- Oscar Möller (* 1989), Eishockeyspieler
- Shanti Roney (* 1970), Schauspieler
- Tommy Suoraniemi (* 1969), Handballspieler und -trainer
- Adam Tensta (* 1983), Rapper